# Apostolska nunciatura v Vanuatuju
Apostolska nunciatura v Vanuatuju je diplomatsko prestavništvo (veleposlaništvo) Svetega sedeža v Vanuatuju.
Trenutni apostolski nuncij je Martin Krebs.

## Seznam apostolskih nuncijev
- Patrick Coveney (15. oktober 1996 - 25. januar 2005)
- Charles Daniel Balvo (1. april 2005 - 17. januar 2013)
- Martin Krebs (23. september 2013 - danes)